# Compterosmittia pittieri
Compterosmittia pittieri är en tvåvingeart som beskrevs av Mendes, Andersen och Ole Anton Saether 2004. Compterosmittia pittieri ingår i släktet Compterosmittia och familjen fjädermyggor.
Artens utbredningsområde är Venezuela. Inga underarter finns listade i Catalogue of Life.